# Moskalenkî, Bilopillea
Moskalenkî (în ucraineană Москаленки) este un sat în comuna Voronivka din raionul Bilopillea, regiunea Sumî, Ucraina.

## Demografie
Componența lingvistică a localității Moskalenkî
     Ucraineană (95,61%)
     Rusă (3,38%)
     Alte limbi (0,84%)
Conform recensământului din 2001, majoritatea populației localității Moskalenkî era vorbitoare de ucraineană (95,61%), existând în minoritate și vorbitori de rusă (3,38%).